# Okres Mórahalom
Okres Mórahalom (maďarsky Mórahalmi járás) je okres v jižním Maďarsku v župě Csongrád-Csanád. Jeho správním centrem je město Mórahalom.

## Sídla
Ásotthalom, Bordány, Forráskút, Mórahalom, Öttömös, Pusztamérges, Ruzsa, Üllés, Zákányszék, Zsombó